# Чапмен, Эдди
Э́дди Ча́пмен (англ. Eddie Chapman; 16 ноября 1914 — 11 декабря 1997) — британский подданный, уголовник, завербованный Абвером, двойной агент во время Второй мировой войны. Также известен под кодовым именем «Зигзаг», которое ему дало MI5, из-за неровных линий его жизни.

## Биография

### Юность
Эдди Чапмен родился 16 ноября 1914 года в графстве Дарем, в Англии. Его отец — бывший морской инженер.
Чапмен часто прогуливал школу, чтобы сходить в кино и побыть на пляже.
В 17 лет Эдди Чапмен пошёл в армию. Ему там было скучно, и через 9 месяцев он сбежал. Через 2 месяца его нашли и приговорили к 84 дням в военной тюрьме.
Когда он вышел из тюрьмы, он некоторое время работал, например, барменом, но ему это надоело. Он вошёл в преступный мир и получил свой первый срок за фальшивый чек.

### Вторая мировая война
Чапмен отбывал срок за кражу со взломом в тюрьме на острове Джерси, когда немцы захватили Нормандские острова. В тюрьме он познакомился с Энтони Фарамусоми. После того, как они написали письмо, чтобы выйти из тюрьмы, они были переведены в Форт-де-Роменвиль, где Чапмен согласился стать немецким шпионом. Под руководством Штефана фон Гренинга, руководителя абвера в Нанте, изучал взрывчатые вещества, средства радиосвязи, прыжки с парашютом и другие предметы в Бретани, во Франции.
16 декабря 1942 года, Чапмен был доставлен в Англию на бомбардировщике «Focke-Wulf», переоборудованным специально для прыжков с парашютом. Он был оснащён пистолетом Кольт, капсулой с цианистым калием и 1000 фунтов стерлингов. Его задача была взорвать авиазавод Хэвилланд.
Британские спецслужбы знали о существовании профессионального агента, так как они перехватывали и расшифровывали немецкие сообщения и знали его дату вылета. Они искали его под предлогом поиска дезертира, так как немцы не должны были знать о том, что все их телеграммы расшифровывают. Чапмен сразу сдался в местную полицию и предложил свои услуги Ми-5. Он был допрошен в Лагере 020. Ми-5 решила использовать его в качестве двойного агента против немцев.

### Начало
В лагере «020» его допрашивали. Чапмен рассказал всю свою жизнь, все его преступления, всё, что знал. Чапмен стал работать на Ми-5. Он посылал сообщения о своей мнимой деятельности по телеграфу немцам. Один раз он забыл написать вначале первый пять букв F, которые означали, что он работает на себя, но позже отправил повторную телеграмму, сообщавшую, что он это сделал в нетрезвом виде. Он нашёл Фриду Стивенсон и их дочь.

### Лиссабон
Чапмена отправили в Лиссабон, чтобы он отправился к немцам и узнал что они хотят.

### У немцев
В Норвегии Чапмен познакомился с девушкой Дагмар Лалум, членом подпольного движения норвежцев против нацистов.

### Личная жизнь
У Чапмена было две невесты в одно и то же время, Фрида Стивенсон в Англии, а Лалум Дагмар в Норвегии. Но после войны он вернулся к Бетти Фармер и женился на ней.

## В культуре

### В кино
«Тройной крест» — фильм, выпущенный в 1966 году. Основан на жизни Чапмена. Режиссёр Теренс Янг, в роли Эдди Чапмена — Кристофер Пламмер.